# Myombea
Myombea is een geslacht van wantsen uit de familie van de Miridae (Blindwantsen). Het geslacht werd voor het eerst wetenschappelijk beschreven door China & Carvalho in 1951.

## Soorten
Het genus is monotypisch en bevat alleen de volgende soort:

- Myombea bathycephala China & Carvalho, 1951